# Bella Block: Die Kommissarin
Die Kommissarin ist ein deutscher Fernsehfilm von Max Färberböck aus dem Jahr 1993, der im Rahmen der Filmreihe Bella Block entstand.
Bella Block wird in ihrem ersten Fall im Urlaub mit einem Amoklauf in einer befreundeten Familie konfrontiert.

## Handlung
Kommissarin Bella Block wird für ihr 25-jähriges Dienstjubiläum geehrt. Dabei muss sie feststellen, dass sich die Kriminalfälle, die sie bearbeitet, bis zum heutigen Tag nicht geändert und schon gar nicht gebessert haben. Nachdem sie den Tod eines neunjährigen Jungen aufklären konnte, gönnt sie sich ein paar Tage Urlaub, den sie, wie schon öfter, in einem Ferienhaus der Familie Petersen in dem schleswig-holsteinischen Dorf Rossbach verbringt. Werner Petersen hat allerdings seinen Wirtschaftshof vor kurzem an Erich Schatthauer verkauft, weil sich die Landwirtschaft für ihn nicht mehr rentiert.
Nachdem Petersen feststellt, dass Schatthauer durch den Weiterverkauf des Grundstücks ein Vielfaches seines Verkaufspreises erzielt, fühlt er sich betrogen und will seinen Hof zurück. Als er damit keinen Erfolg und das Gefühl hat, nirgendwo Unterstützung zu finden, läuft er Amok. Selbst seine Frau scheint ihn zu hintergehen und so erschießt er sie in seiner Verzweiflung. Danach verlässt er mit dem Gewehr bewaffnet das Haus und fährt zu Schatthauer, um auch ihn zu erschießen. Bella Block folgt ihm und kann einen weiteren Mord nur verhindern, indem sie Petersen erschießt. Damit bricht sie ihren Urlaub ab und übernimmt zusammen mit dem Kommissar vor Ort die Ermittlungen in diesem Fall. Schnell kommt sie hinter die Beweggründe für Petersens Tat und sie findet heraus, dass Helga Petersen vor und auch noch während ihrer Ehe ein Verhältnis mit Erich Schatthauer hatte. Hinzu kommt, dass Lissi Petersen sogar Schatthauers Tochter ist, mit der er sich in letzter Zeit sehr häufig und in vertrauter Weise trifft.
Bella Block konfrontiert Erich Schatthauer mit ihren Erkenntnissen, sodass dieser letztendlich die Fassung verliert und sich erschießen will. Er will nicht wahrhaben, dass er mit seiner eigenen Tochter eine Liebesbeziehung hat. Die beiden bemerken nicht, dass Lissi heimlich alles mit anhört. Als Lissi Schatthauer daraufhin zur Rede stellen will, ist er gerade unter der Dusche. Voller Zorn wirft sie das Radio nach ihm und er erleidet einen tödlichen Stromschlag. Da Bella Block Lissi sehr mag, versucht sie sie zu schützen und gibt ihr ein Alibi, sodass Schatthauers Tod als bedauerlicher Unfall bewertet wird. Die Kommissarin will daraufhin ihren Beruf aufgeben und sich um das junge Mädchen kümmern.

## Produktionsnotizen
Die Kommissarin wurde in Hamburg gedreht und am 17. Dezember 1993 auf Arte erstausgestrahlt. Das Drehbuch entstand nach Motiven aus dem Roman Weinschröter, Du mußt hängen von Doris Gercke.

## Kritik
Rainer Tittelbach von tittelbach.tv meinte: „Was wie ein beschaulicher Urlaubsfilm beginnt, entwickelt sich zur aussichtslosen Rebellion eines kleinen Bauern gegen ein ganzes Dorf – und wird zu einem wegweisenden Krimi der 90er Jahre: ‚Bella Block – Die Kommissarin‘, als Einzelstück geplant, erzählte mit einer physischen Wucht und punktete mit einer grandiosen Hannelore Hoger. Der Film begeisterte die Zuschauer, holte Preise und zog die bis heute beste ZDF-Krimi-Reihe nach sich.“
Die Kritiker der Fernsehzeitschrift TV Spielfilm vergaben die bestmögliche Wertung (Daumen nach oben) und befanden: „Fesselnder Krimi mit lebensnahen Charakteren“.